# 大区 (法国)

2016年起本土大區與下轄省之示意圖

大区是法国行政区划的第一级单位，下分为省。法国共有18个大区，其中13个位于法国本土，其余5个则位于海外。
一些法语系国家，如马里，一级行政区也称作大区。

## 作用
法国是一个单一制国家，大区并不是一个法律或规章意义上的自治体。不过，它从政府接受一部分国家税收，拥有相应的预算，他的职责就是将这些资源分配使用到不同的领域。
大区最主要的功用是在建设和财政上支持法国的高级中学。除了这个法律职责之外，它的预算还参与到社会各个领域中，如基础设施、教育、公共交通、科学研究、企业援助等。
在法国，一直以来对于是否授予大区以法律自治权存在着激烈的争议；也有提议将省议会取消，而将它们并入大区议会，并将省作为大区的附属行政级别，不过目前并无下文。

## 行政
自从1982年颁布第一个地方分权法案起，大区拥有行政区域的地位，并且各由一个每6年直接普选产生的大区委员会管理。
科西嘉大区由地方议会管理。
大区的行政中心为大区首府（préfecture）。每一个大区同样有一个政府任命的区长（préfet），其职责是在各省中代表政府。

## 历史
在1789年法国大革命之前，法兰西王国曾经在封建领地的基础上分为各个行省，其中不少大小大致相当于现在的大区。1789年，这些行省被撤销，取而代之为83个省。
1917年8月25日发布了一份由大区理论所启发的商业部行政通告，随后于1919年4月5日，部门签发了法令，设立一些“区域经济联合体”，亦称“克莱芒泰尔（大）区”（région Clémentel），其中第一个是东部区域（南锡），它包含了现在的洛林和香槟。这些“经济区”在自愿的前提下，于法国本土集合了各个商会，它们能够自由地依附于自己所选的区域，也可以自由地变更选择，因此最初设计的17个大区很快就成为了21个。
1919年9月，旅游事业联合会基于这个模式构造了19个“旅游区域”，划分主要基于地理、民族、历史和旅游的标准，并不限于各省的界限。
伴随着这些运动，最早在1915年，随后于1920年（Hennessy法案）和1921年（Charles Rebel法案，Millerand-Marraud-Doumer法律草案）分别提出了行政权力下放的议案，也包括了建立大区宪法和成立大区议会的想法。但这些项目都没有付诸实施。
自第一次世界大战始，交通的发展、城市构造的转变以及区域理念的强化促使更多的人思考成立比省更大级别的行政区划的可能性。讽刺的是，这个第三共和国的想法在某种程度上于维希政府治下实现过，当时贝当元帅签署了1941年4月19日法，将一些省重新组织成了（法国历史上的）行省。这种组织形式在1945年贝当政权倒台后就废止了。
戴高乐将军解放法國後于1944年1月10日发布命令，着手解放后法國领土的行政组织。他建立了一些行政区域，但在1946年他下台之后被放弃。
第四共和治下的领土布置同样考虑到建立超越省级的行政组织。1956年10月28日颁布了一项法令，规定了22个“计划中的大区”，其界限由计划的行政总专员让·韦尔若（Jean Vergeot）划定。这些大区仅为行政公器，不作它用。尽管他们的划定完全基于技术上的考量，但还是在很多区域与旧行省吻合。
戴高乐将军在1958年重新上台執政後，1964年，大区区长们在“区域行为的界限”框架下被任命。1969年，一项旨在扩大大区权限的全民公决的失败导致了戴高乐再次退位。这次拒绝或许解释了为何创建大区委员会的1972年7月5日法律颁布的时候，对于大区的权限施加了如此多的限制，赋予如此少的权力。然而它们被正式命名为了“大区”（région），这个称谓为后来的1982年《权力下放法案》所用。
1982年3月2日法律规定了大区议会的选举为在省的范围内，以六年为任期的直接普选。第一次选举于1986年3月16日举行。大区成为了和省及市镇同一个框架下的行政区域。
最后，法国政府于2004年3月推出一项备受争议的计划，旨在将一部分非教育领域的成员转移至大区一级。反对意见指出，大区并不具有和这一功能相匹配的预算，并且这样的措施会加剧区域间的不平等。
1950年的法国行政区域整合，及更早的一些计划定下了各大區的邊界。但自始存在爭論：大西洋卢瓦尔省一直有很强烈的呼声将其并入布列塔尼大区；将历史上的諾曼底拆分为两个大区（上诺曼底和下诺曼底）也同样具有疑义，不少人鼓吹将它们合并。
2014年時任总统奥朗德推出大区合并计划，本土22个大区将合并缩减为13个大区，获得议会通过，2016年1月1日實施。

## 列表
| 标志                           | INSEE代码 | 名称                       | 法语名 | 行政中心   | 省份数 | 区数 | 县数 | 市镇数 | 面积 (km2) | 人口       | 人口密度 (人/km2) | 地位 |
| ------------------------------ | --------- | -------------------------- | ------ | ---------- | ------ | ---- | ---- | ------ | ---------- | ---------- | ----------------- | ---- |
| 大東部大區                     | 44        | 大东部                     |        | 斯特拉斯堡 | 10     | 38   | 200  | 5131   | 57,433     | 5,545,000  | 97                | 一般 |
| 新阿基坦大区                   | 75        | 新阿基坦                   |        | 波尔多     | 12     | 41   | 258  | 4314   | 84,061     | 5,773,000  | 69                | 一般 |
| 奥弗涅-罗讷-阿尔卑斯大区       | 84        | 奥弗涅-罗讷-阿尔卑斯       |        | 里昂       | 13     | 40   | 242  | 4030   | 69,711     | 7,634,000  | 110               | 一般 |
| 勃艮第-弗朗什-孔泰大区         | 27        | 勃艮第-弗朗什-孔泰         |        | 第戎       | 8      | 24   | 152  | 3156   | 47,784     | 2,816,000  | 59                | 一般 |
| 布列塔尼大區                   | 53        | 布列塔尼                   |        | 雷恩       | 4      | 15   | 102  | 1221   | 27,208     | 3,218,000  | 118               | 一般 |
| 中央-盧瓦爾河谷大區            | 24        | 中央-卢瓦尔河谷            |        | 奥尔良     | 6      | 20   | 102  | 1778   | 39,151     | 2,556,835  | 65                | 一般 |
| 法蘭西島大區                   | 11        | 法兰西岛                   |        | 巴黎       | 8      | 25   | 193  | 1274   | 12,011     | 11,853,000 | 987               | 一般 |
| 奧克西塔尼大區                 | 76        | 奧克西塔尼                 |        | 圖盧茲     | 13     | 36   | 249  | 4468   | 72,724     | 5,573,000  | 77                | 一般 |
| 上法蘭西大區                   | 32        | 上法兰西                   |        | 里尔       | 5      | 26   | 145  | 3804   | 31,813     | 5,960,000  | 187               | 一般 |
| 诺曼底大区                     | 28        | 诺曼底                     |        | 魯昂       | 5      | 17   | 131  | 3032   | 29,906     | 3,315,000  | 111               | 一般 |
| 卢瓦尔河地区大区               | 52        | 卢瓦尔河地区               |        | 南特       | 5      | 16   | 107  | 1245   | 32,082     | 3,601,113  | 112               | 一般 |
| 普罗旺斯-阿尔卑斯-蔚蓝海岸大区 | 93        | 普罗旺斯-阿尔卑斯-蓝色海岸 |        | 马赛       | 6      | 18   | 126  | 948    | 31,400     | 4,916,000  | 157               | 一般 |
| 科西嘉                         | 94        | 科西嘉                     |        | 阿雅克肖   | 1      | 5    | 26   | 360    | 8,680      | 322,000    | 37                | 一般 |
|                                | 01        | 瓜德罗普                   |        | 巴斯特尔   | 1      | 2    | 21   | 32     | 1,628      | 403,355    | 248               | 海外 |
|                                | 02        | 马提尼克                   |        | 法兰西堡   | 1      | 4    | -    | 34     | 1,128      | 394,173    | 349               | 海外 |
|                                | 03        | 法属圭亚那                 |        | 卡宴       | 1      | 2    | 19   | 22     | 86,504     | 229,040    | 3                 | 海外 |
|                                | 04        | 留尼汪                     |        | 圣但尼     | 1      | 4    | 25   | 24     | 2,512      | 821,136    | 327               | 海外 |
|                                | 05        | 马约特                     |        | 马穆楚     | 1      | -    | 13   | 17     | 974        | 210,000    | 666               | 海外 |

## 2016年行政区划改革
2016年1月1日，法国将本土22个大区合并为13个。（以下各大區參右圖代號）
其调整为：
整体保留
- 法兰西岛(12)
- 中央-羅亞爾河谷(7)
- 卢瓦尔河地区(18)
- 布列塔尼(6)
- 普罗旺斯-阿尔卑斯-蓝色海岸(21)
- 科西嘉(9)

两区合并
- 北部-加来海峡(17) + 皮卡第(19) = 上法蘭西
- 上诺曼底(11) + 下诺曼底(4) = 諾曼第
- 勃艮第(5) + 弗朗什-孔泰(10) = 勃艮第-弗朗什-孔泰
- 罗讷-阿尔卑斯(22) + 奥弗涅(3) = 奥弗涅-罗讷-阿尔卑斯
- 南部-比利牛斯(16) + 朗格多克-鲁西永(13) = 奧克西塔尼

三区合并
- 香槟-阿登(8) + 洛林(15) + 阿尔萨斯(1) = 大東部大區
- 普瓦图-夏朗德(20) + 利穆赞(14) + 阿基坦(2) = 新阿基坦大區